# Norbert Göttler

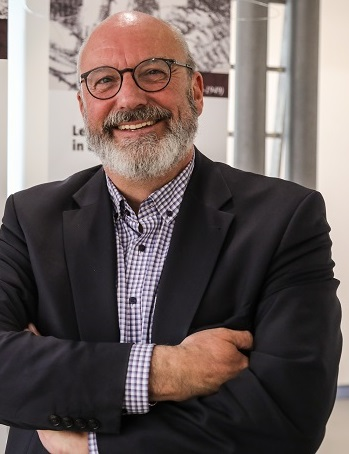
Norbert Göttler 2023 (Foto: Niels P. Jørgensen)

Norbert Göttler (* 9. August 1959 in Dachau) ist ein deutscher Publizist, Schriftsteller, Fernsehregisseur, Mitglied des deutschen PEN-Zentrums und ehemaliger Bezirksheimatpfleger von Oberbayern.

## Leben und Wirken
Norbert Göttler wuchs auf dem Gut Walpertshofen nördlich von Dachau auf, studierte in München Philosophie, Theologie (Dipl.) und Geschichte und promovierte 1988 zum Dr. phil. im Fach Wirtschafts- und Sozialgeschichte. Als freier Publizist arbeitet er für die Süddeutsche Zeitung, als Schriftsteller für verschiedene Verlage (Rowohlt, dtv, Ehrenwirth, Allitera) und als Fernsehregisseur für die Sender BR, ARD, 3sat und arte.
Von 2000 bis 2012 war Göttler Lehrbeauftragter für Wissenschaftsjournalistik an der Hochschule für Philosophie München. 2013 übernahm er eine Gastprofessur an der Tulane-Universität, New Orleans (USA). Von 2012 bis 2023 war er hauptamtlicher Bezirksheimatpfleger des Bezirks Oberbayern. Göttler ist Mitglied des deutschen PEN-Clubs, der Europäischen Akademie der Wissenschaften und Künste (Salzburg) und der Literatenvereinigung „Münchner Turmschreiber“, deren Co-Präsident er von 2000 bis 2011 war. Seit 2015 ist Göttler Mitglied des Stiftungsrats der Bauer’schen Barockstiftung (München), seit 2016 Mitglied der Expertenkommission für das Immaterielle Kulturerbe der Bayerischen Staatsregierung zur Aufnahme in das UNESCO-Weltkulturerbe-Register (München). Seit 2021 ist Göttler zudem Prodekan der Klasse III „Kunst und Literatur“ der Europäischen Akademie der Wissenschaften und Künste (Salzburg).

## Ehrungen

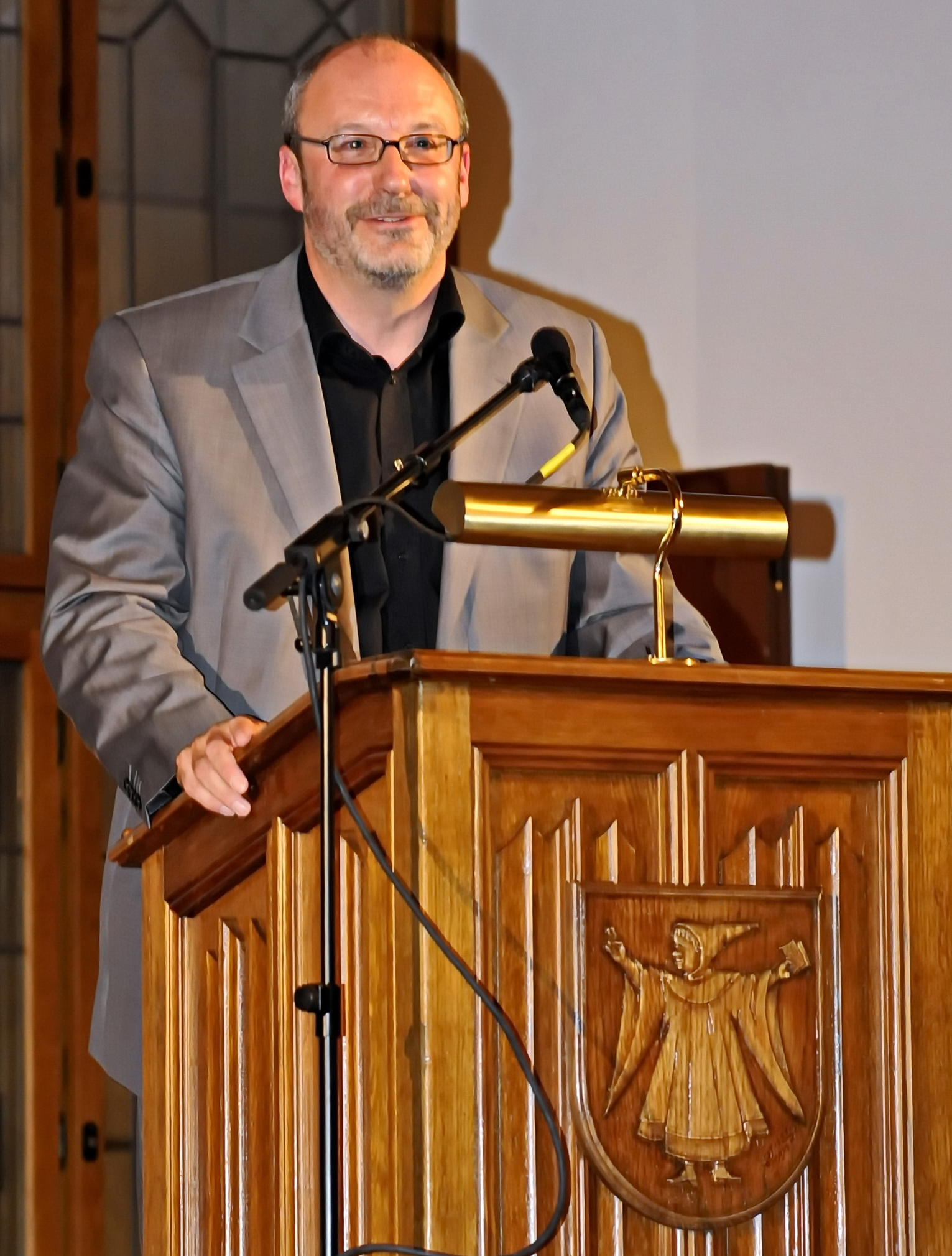
Norbert Göttler, Bayerischer Poetentaler, 2008

- 2001: Freundeszeichen der Katholischen Akademie Bayern[1]
- 2004: Bundesverdienstkreuz der Bundesrepublik Deutschland am Bande[2]
- 2008: Bayerischer Poetentaler[3]
- 2020: Verdienstmedaille des Landkreises Dachau

## Publikationen (Auswahl)
Sachbuch:
- 2008: Der Blaue Reiter. Rowohlt, Reinbek bei Hamburg, ISBN 978-3-499-50607-9.
- 2010: Mutter Teresa. Rowohlt, Reinbek bei Hamburg, ISBN 978-3-499-50705-2.
- 2011: Künstlerkolonien in Oberbayern. Bayerland, Dachau, ISBN 978-3-89251-416-9.
- 2011: zusammen mit Heinz Puknus: Rolf Hochhuth. Störer im Schweigen. Der Provokateur und seine Aktionsliteratur. Herbert Utz, München, ISBN 978-3-8316-4080-5.
- 2014: Oberbayern – Vielfalt zwischen Donau und Alpen – Bilder und Texte jenseits von Klischees. Volk, München, ISBN 978-3-86222-151-6.
- 2014: mit Norbert Kiening: Dachauer Elegien – Heimat in einer globalisierten Welt. Volk, München, ISBN 978-3-86222-160-8.
- 2016: Bayerische Schicksale auf der Bühne. Fünf Theaterstücke zu Ludwig Thoma, Ignatius Taschner, Amelie Hohenester, der Familie Haushofer und Pater Leonhard Roth. Allitera, München, ISBN 978-3-86906-926-5
- 2020: Dachau, Moabit und zurück. Eine Begegnung mit Albrecht Haushofer. Allitera, München, ISBN 978-3-96233-193-1.
- 2022: Teufelharts Seelenwaage. Allitera, München, ISBN 978-3-96233-311-9.
- 2022: Dachauer Elegien. Allitera, München, ISBN 978-3-96233-351-5.

Belletristik:
- 1992: Die Pfuscherin. Das abenteuerliche Leben der Amalie Hohenester. Ehrenwirth, München, ISBN 978-3-89251-293-6.
- 1993: Drachenfreiheit. Gedichte. Ehrenwirth, München, ISBN 978-3-431-03303-8.
- 1995: Das Schweigen der Greisin. Elf phantastische Geschichten. Arcos, Ergolding, ISBN 978-3-9803285-8-6.
- 1997: Putsch im Vatikan. (2007 Übersetzungen ins Tschechische und Albanische), Ehrenwirth, München, ISBN 978-3-86906-039-2.
- 1998: Die Mittagsstunde des Pan. Erotische Miniaturen der griechischen Mythologie. Ed. Visel, Memmingen, ISBN 978-3-922406-84-6.
- 2002: Versuche des Sisyphos. Gedichte. Turmschreiber, Pfaffenhofen, ISBN 978-3-930156-76-4.
- 2004: Roter Frühling. Roman der Räterepublik. St. Michaelsbund, München, ISBN 978-3-920821-42-9.
- 2011: Leben mit dem Schatten. St. Michaelsbund, München, ISBN 978-3-939905-96-7.
- 2013: Nachtstücke. Erzählungen. Turmschreiber-Verlag, Husum, ISBN 978-3-938575-31-4.
- 2018: Herbstwindwischpara, Bairische Gedichte. Allitera, München, ISBN 978-3-96233-046-0.

## Regiearbeiten (Auswahl)
- 1996: Keine Angst, glaube nur. Der Theologe und Philosoph Eugen Biser
- 2000–2008: Bilderbuch
- 2002: Michael Faulhaber. Der Kardinal der Widersprüche
- 2004: Die Akte Pacelli
- 2009: Ein Tag im Leben von Nikolaus Gerhard
- 2010: Thomas Mann. Eine Münchner Liaison
- 2012: Ein Tag im Leben von Dieter Hildebrandt